# Aimé Olma
Aimé Olma (* 16. Mai 2004) ist ein deutscher Basketballspieler.

## Werdegang
Olma, Sohn einer Deutschen und eines Kameruners, durchlief die Nachwuchsabteilung der SG ART Giants Düsseldorf und wurde in der Herrenmannschaft der Rheinländer im Frühjahr 2021 dreimal in der 2. Bundesliga ProB eingesetzt. Bei den Bayer Giants Leverkusen sammelte Olma 2022/23 erste Erfahrung in der zweithöchsten deutschen Spielklasse 2. Bundesliga ProA.
Im Sommer 2023 wurde Olma vom Zweitligisten Gladiators Trier verpflichtet. Er gewann mit der Mannschaft 2025 den Meistertitel in der 2. Bundesliga ProA, Olma kam im Verlauf der Saison 2024/25 auf 20 meist kurze Einsätze.
Im Juli 2025 vermeldete Drittligist TSV Neustadt am Rübenberge seine Verpflichtung.